# Маунтин Грин (Јута)
Маунтин Грин (енгл. Mountain Green) насељено је место без административног статуса у америчкој савезној држави Јута.

## Демографија
По попису из 2010. године број становника је 2.309.
| Група             | 2000.    | 2010.         |
| Белци             | 0 (0,0%) | 2.221 (96,2%) |
| Афроамериканци    | 0 (0,0%) | 0 (0,0%)      |
| Азијати           | 0 (0,0%) | 21 (0,9%)     |
| Хиспаноамериканци | 0 (0,0%) | 49 (2,1%)     |
| Укупно            | 0        | 2.309         |